# Communauté de communes des Duyes et Bléone
La communauté de communes de Duyes et Bléone est une ancienne communauté de communes française, située dans le département des Alpes-de-Haute-Provence en région Provence-Alpes-Côte d'Azur.

## Historique
Le projet de schéma départemental de coopération intercommunale (SDCI) de 2011 prévoyait la constitution d'une communauté d'agglomération autour de Digne-les-Bains. Il n'a pu être mis en œuvre, d'autant plus qu'un amendement, adopté, proposait le maintien de la communauté de communes Duyes et Bléone en l'état.
La loi no 2015-991 du 7 août 2015 portant nouvelle organisation territoriale de la République, dite « loi NOTRe », impose aux établissements publics de coopération intercommunale à fiscalité propre une population supérieure à 15 000 habitants, avec des dérogations, sans pour autant descendre en dessous de 5 000 habitants. Avec une population municipale de 3 230 habitants en 2012, la communauté de communes des Duyes et Bléone ne peut pas se maintenir. Le SDCI, dévoilé en octobre 2015, proposait la fusion avec les communautés de communes Asse Bléone Verdon, de la Moyenne Durance, de Haute Bléone et du Pays de Seyne. La nouvelle structure intercommunale (pôle dignois), qui deviendra une communauté d'agglomération, constituera « un pôle d'attraction et de transition entre l'ouest du département, organisé autour du pôle manosquin et le long du val de Durance, et l'est du département, […] à dominante rurale ».
Mis à part le rejet de la sortie de Saint-Julien-d'Asse (appartenant à la communauté de communes Asse Bléone Verdon) du pôle dignois, aucune autre modification n'est apportée après la réunion de la commission départementale de coopération intercommunale du 21 mars 2016, lors de l'adoption du SDCI le 25 mars.
La fusion a été prononcée par l'arrêté préfectoral no 2016-294-002 du 21 octobre 2016 ; la nouvelle structure intercommunale portera le nom de « Provence-Alpes Agglomération ».

## Territoire communautaire

### Géographie
La communauté de communes est située au centre du département des Alpes-de-Haute-Provence, dans l'arrondissement de Digne-les-Bains.

### Composition
La communauté de communes contenait les communes de Barras, Le Castellard-Mélan, Le Chaffaut-Saint-Jurson, Hautes-Duyes, Mallemoisson, Mirabeau et Thoard.

### Démographie
| 1968  | 1975  | 1982  | 1990  | 1999  | 2008  | 2013  |
| ----- | ----- | ----- | ----- | ----- | ----- | ----- |
| 1 314 | 1 445 | 1 879 | 2 372 | 2 908 | 3 180 | 3 212 |

## Administration

### Siège
Le siège de la communauté de communes est situé à Mallemoisson.

### Les élus
La communauté de communes est gérée par un conseil communautaire composé de 18 membres représentant chacune des communes membres et élus jusqu'à la disparition de la structure intercommunale.
Ils sont répartis comme suit :
| Nombre de délégués | Communes                                            |
| ------------------ | --------------------------------------------------- |
| 4                  | Mallemoisson                                        |
| 3                  | Le Chaffaut-Saint-Jurson, Thoard                    |
| 2                  | Barras, Le Castellard-Mélan, Hautes-Duyes, Mirabeau |

### Présidence
Le conseil communautaire du 15 avril 2014 a élu son président, Denis Baille (élu à Thoard), et désigné ses quatre vice-présidents qui sont :
1. Emmanuelle Martin (élue à Mallemoisson) ;
2. Serge Carel (élu à Mirabeau) ;
3. Maryline Feraud (élue au Chaffaut-Saint-Jurson) ;
4. Rémy Gravière (élu à Barras).

### Compétences
L'intercommunalité exerce des compétences qui lui sont déléguées par les communes membres.
Ces compétences sont les suivantes :
- développement économique ;
- aménagement de l'espace ;
- environnement et cadre de vie ;
- infrastructures ;
- sanitaires et social ;
- politique de la ville ;
- développement touristique ;
- développement et aménagement social et culturel.

### Régime fiscal et budget
La communauté de communes applique la fiscalité additionnelle, avec fiscalité professionnelle de zone et sans fiscalité professionnelle sur les éoliennes, mais également une taxe d'enlèvement des ordures ménagères.